# Литванско-Белоруска Совјетска Социјалистичка Република
Литванско-Белоруска Совјетска Социјалистичка Република (скраћ. ЛБССР или Литванско-Белоруска ССР, или Литбел; литв. Lietuvos-Baltarusijos Tarybinės Socialistinės Respublikos; рус. Литовско-Белорусская ССР) је била краткотрајна совјетска република, која је обухватала већину делова данашње Литваније и Белорусије.

## Историјат
Постојала је на подручју данашње Белорусије и Литваније на кратко време током 1919. године, пре него што је њено подручје припојено Пољској.
У децембру 1918. године, немачка војска је напустила ово подручје, након чега је доласком Црвене армије 1. јануара 1919. проглашена Совјетска Социјалистичка Република Белорусија, која је касније спојена с Литванском ССР чиме је била формирана Литванско-Белоруска ССР од 27. фебруара 1919. године.
Вође ове творевине били су Казимир Циховски, председатељ Централног извршног одбора Конгреса Совјета (данас би то одговарало председатељу парламента) и Винцас Мицкевицијус-Капсукас, председатељ Совнаркома (данас би то одговарало премијеру).
Главним град државе био је Вилњус. У априлу, седиште владе је пресељено Минск, јер је Вилњус заузела пољска војска током Пољско-совјетског рата, и на концу у Смоленск, у августу 1919. године.
БЛССР је распуштена 25. августа 1919. године, када је цела њена територија дошла под контролу војска Пољске, Антанте, Лиетувос Тарибе Антанаса Сметоне и Немачке.
Године 1920, западни део Белорусије припао је Пољској, а на истоку Белоруској Совјетској Социјалистичкој Републици у саставу Совјетског Савеза.